# 栃木県道・茨城県道205号須賀川大子線

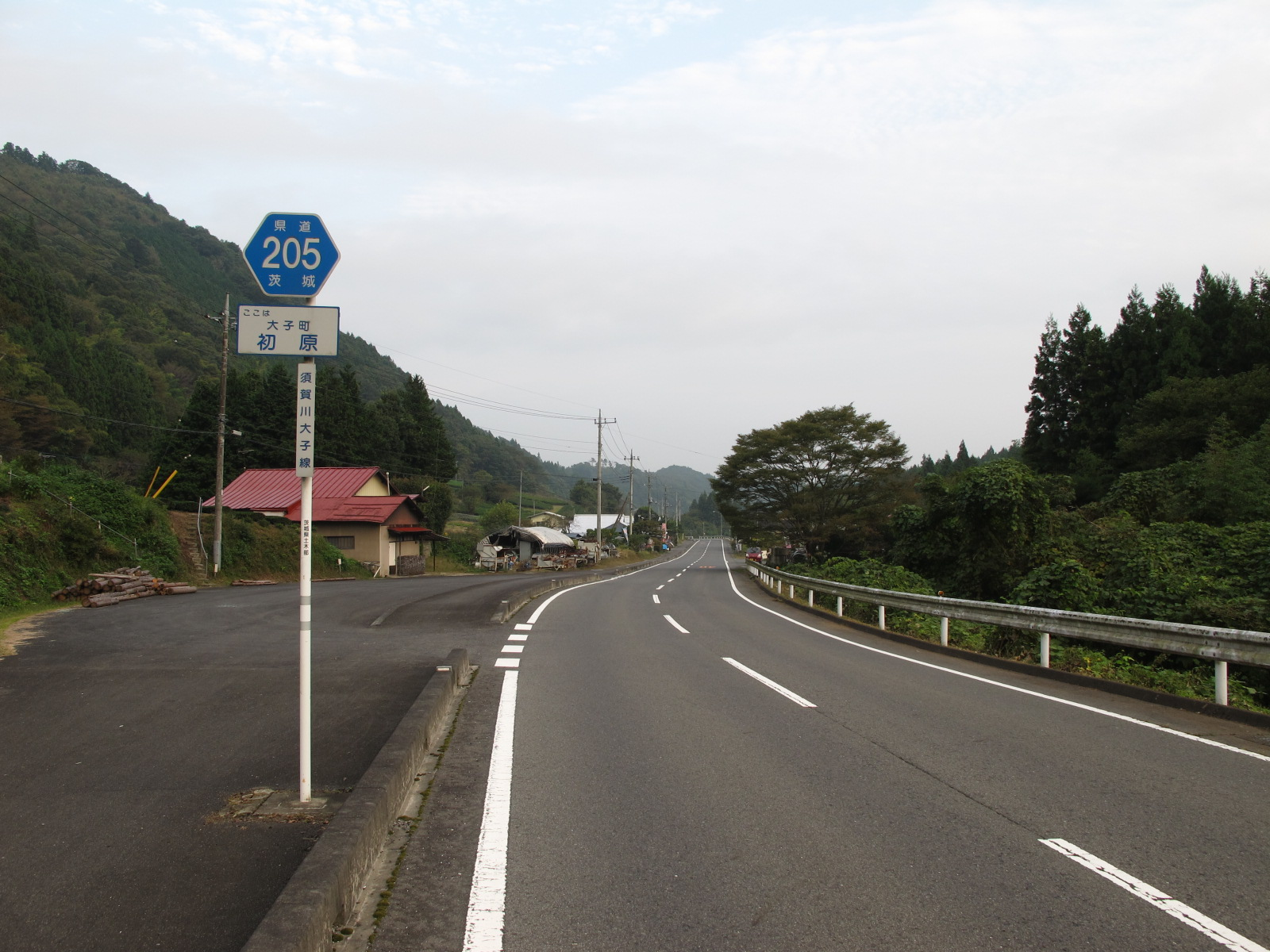
茨城県道205号須賀川大子線
茨城県大子町初原（2010年10月）

栃木県道・茨城県道205号須賀川大子線（とちぎけんどう・いばらきけんどう205ごう すかがわだいごせん）は、栃木県大田原市から茨城県久慈郡大子町に至る一般県道である。

## 概要
栃木県大田原市須賀川から茨城県久慈郡大子町上岡まで東西に結ぶ延長約17キロメートル (km) の路線。県境の八溝山地を茶の里トンネルで抜ける。

### 路線データ
- 起点：栃木県大田原市須賀川（茨城県道・栃木県道13号大子黒羽線交点）
- 終点：茨城県久慈郡大子町上岡（国道461号交点）[1]
- 総延長：16.932 km（茨城県区間：10.018 km[2]、栃木県区間：6.914 km）
- 重用延長：*.* km（茨城県区間：0.236 km[2]、栃木県区間：*.* km）
- 未供用延長：なし（茨城県区間：0.0 km[2]、栃木県区間：*.* km）
- 実延長：*.* km（茨城県区間：9.782 km[2]、栃木県区間：*.* km）
- 自動車交通不能区間延長[注釈 1]：*.* km（茨城県区間：0.0 km[2]、栃木県区間：*.* km）

## 歴史
1959年（昭和34年）10月14日、新たな県道として栃木県那須郡黒羽町須賀川を起点とし、茨城県久慈郡大子町を終点とする区間を本路線とする県道須賀川大子線として茨城県が県道路線認定した。
1995年（平成7年）に整理番号205となり現在に至る。

### 年表
- 1959年（昭和34年）10月14日
  - 茨城県が須賀川大子線（図面対照番号139）として路線認定[3]。
  - 道路の区域は、県界久慈郡大子町大字左貫から久慈郡大子町大字上岡の主要地方道大子黒羽線交点（現在は国道461号にあたる）までと決定された[1]。
- 1961年（昭和36年）4月1日：栃木県が須賀川大子線として路線認定。
- 1969年（昭和44年）7月3日：久慈郡大子町大字上岡字引沼の狭隘路（最小幅員4.0 m、延長275 m）を道路改良[4]。
- 1973年（昭和48年）6月21日：久慈郡大子町大字初原字鹿ノ沢 - 同字岩ノ目の狭隘な現道（最小幅員3.0 m、延長1.07 km）を2車線化改良[5]。
- 1995年（平成7年）3月30日：茨城県区間において、整理番号が整理番号198から現在の番号（整理番号205）に変更される[6]。
- 2007年（平成19年）1月10日：久慈郡大子町大字左貫地内の旧道（計898m）が指定解除され大子町道へ降格[7]。

## 路線状況

### 道路施設
- 茶の里トンネル
1999年8月竣工。栃木県大田原市須賀川 - 茨城県久慈郡大子町大字佐貫を結ぶ、延長180.0 m、幅10.75 m、高さ4.7 mのトンネル。

## 地理

### 通過する自治体
- 栃木県大田原市 - 茨城県久慈郡大子町

### 交差する道路
- 茨城県道159号上野宮下金沢線

### 沿線
- 鷹彦スリーカントリー（大子町上岡）